# Kärevere (Laeva)
Kärevere (Kerrafer en allemand) est un village de la commune de Laeva du comté de Tartu en Estonie.

## Population
Au 31 décembre 2011, il compte 154 habitants.